# Albigny-sur-Saône
Albigny-sur-Saône – miejscowość i gmina we Francji, w regionie Owernia-Rodan-Alpy, w departamencie Rodan.
Według danych na rok 1990 gminę zamieszkiwało 2836 osób, a gęstość zaludnienia wynosiła 1104 os./km² (wśród 2880 gmin regionu Rodan-Alpy Albigny-sur-Saône plasuje się na 315. miejscu pod względem liczby ludności, natomiast pod względem powierzchni na miejscu 1671.).

## Galeria

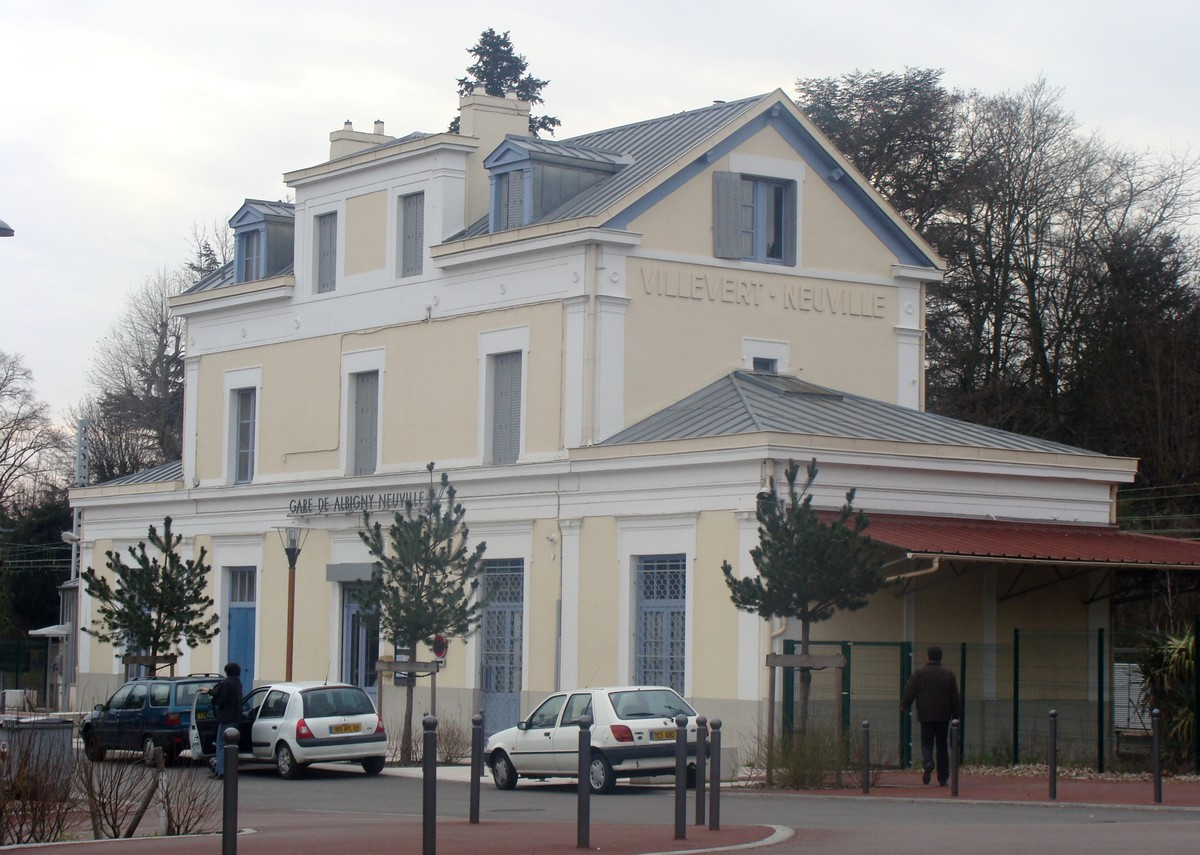
Dworzec kolejowy w Albigny-sur-Saône, 2009
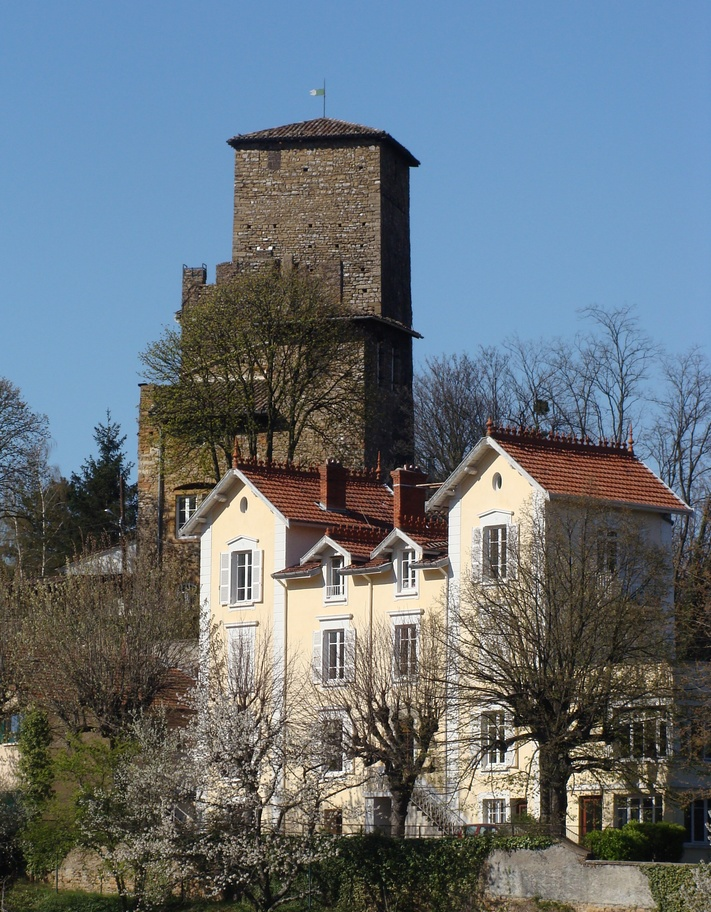
Zamek w Albigny-sur-Saône, 2008
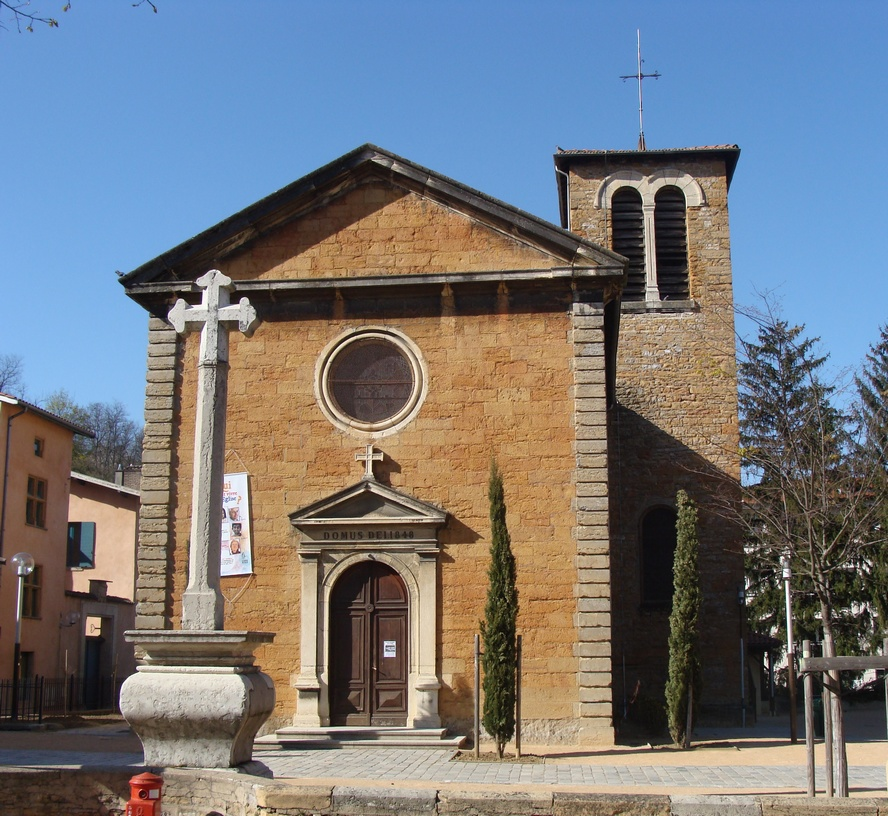
Kościół w Albigny-sur-Saône, 2008